# Phoumi Nosavan

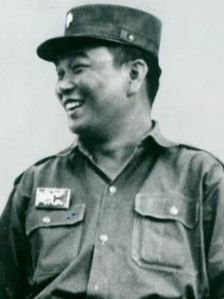
Phoumi Nosavan

Phoumi Nosavan, född 1920, död 1985 i Bangkok, var en laotisk general  och politiker av kinesisk härkomst.

## Biografi
Uppbackad av amerikanska CIA blev dåvarande översten Phoumi statsråd i högerregeringen i Konungariket Laos i februari 1959 och befordrades till general några månader senare. Strax efter Kong Les neutralistkupp sökte han hjälp från Sarit Dhanarajata med att etablera en konkurrerande regering i Savannakhet. Han attackerade Vientiane den 18 september, men de neutrala lyckades med hjälp av Pathet Lao och Sovjetunionen avstyra attacken. En treparters koalitionsregering bildades mellan neutrala, kommunister och högeranhängare den 18 november 1960. Efter en maktkamp inledde Phoumi den 13 december slaget vid Vientiane och som segrande installerade han Boun Oum som premiärminister.
År 1961 stödde John F. Kennedys administration bildandet av en neutral koalition för att undvika en väpnad konfrontation med ryssarna om Laos, och Phoumi beordrades att införa sin högerregering i en trepartskoalition under ledning av Souvanna Phouma. När han vägrade trots personliga vädjanden från president Kennedy och den biträdande utrikesministern flyttades hans CIA-handläggare ut ur Laos och i februari 1962 drogs stödet till hans regering och armé tillbaka. 
Fast besluten att inte ge efter beordrade han general Ouane Rattikone att handla med opium för att kompensera för intäktsbortfallet. Samtidigt beordrade han centralbanken att ge ut mer pengar med kraftigt ökande inflationen som följd. Av de länder som han sökt stöd från gav endast Sydkorea ett bidrag. När hans trupper sedan led ett förödande nederlag i slaget vid Luang Namtha i maj 1962 erkände han sitt misslyckande och gick i juni in i en ny neutral koalition ledd av Souvanna Phouma.
Med hjälp av överste Bounleuth Saycocie försökte Phouni i början av februari 1965 att genom en kupp återta makten. De lyckades dock endast besätta en radiostation och efter fem dagar gav han upp och gick i exil i Thailand.
Efter Pathet Lao tog kommunisterna kontroll över Laos 1975 och Phoumi blev involverad i antikommunistiskt motstånd (Kou Xat i Lao) mot den laotiska regeringen. Baserad i Bangkok stödde han gerillaoperationer längs gränsen mellan Thailand och Laos och inne Laos, och i början av 1980 etablerade han en laotisk regering i exil, trots att han inte fick något internationellt stöd.